# Base Melchior
Pour les articles homonymes, voir Melchior.
La base Melchior est une station de recherche scientifique située sur l'île de l'Observatoire (Île Gamma), dans l'archipel des îles Melchior qui est un groupe d'îles de la baie de Dallmann (en). 
Cet ensemble d'îles fait partie de l'archipel Palmer en bordure de la péninsule Antarctique sur la mer de Bellingshausen.
Elle est la deuxième base antarctique historique de l'Argentine, après la création en 1904 de la base antarctique Orcadas, première et plus ancienne colonie permanente du monde en Antarctique.
La base Melchior est l'une des treize bases de recherche en Antarctique exploitées par l'Argentine. De 1947 à 1961, c'était une base permanente; depuis lors, elle n'est ouverte que pendant la saison estivale. Elle dépend de l'Institut antarctique argentin (en espagnol : Instituto Antártico Argentino).

## Histoire
En janvier 1942, le transport de la marine argentine Primero de Mayo, alors commandé par le capitaine de frégate Alberto J. Oddera, quitte Buenos Aires avec pour mission d'étudier la côte ouest de la péninsule antarctique, en particulier la zone de l'archipel Melchior. Dans un premier temps l'expédition ne construit qu'un phare et une balise pour la navigation. Ce phare, dénommé Primero de Mayo, est classé comme monument historique de l'Antarctique.
L'archipel est visité de nouveau l'année suivante pour poursuivre le travail cartographique et entretenir le phare. Trois ans plus tard, en 1946, la Commission nationale de l'Antarctique parraine une troisième exploration.
Cette nouvelle expédition, qui prend le large en janvier 1947, est dirigée par le capitaine de frégate Luis M. García. La petite escadre est constituée de 2 navires de transport, de 2 patrouilleurs de la marine argentine (le King et le Murature), du pétrolier Ministro Ezcurra et du baleinier Don Samuel. L'expédition arrive à l'île de Observatoire le dernier jour de 1947. Elle établit un camp hydrographique et l'observatoire astronomique de base à Punta Gallows.
Il faut 47 jours de travail pour dynamiter la roche, construire les socles pour les antennes de radio et ériger la maison principale : un bâtiment semi-préfabriqué rectangulaire, avec doubles murs et plafonds isolés thermiquement. La station est équipée d'une chaudière, de 2 générateurs électriques, de batteries et de plusieurs émetteurs radio.
Deux hautes antennes rendent possible la communication directe avec Buenos Aires grâce à la radiotélégraphie. Quatre antennes en losange sont également dressées. L'équipage décharge les équipements, les fournitures et le charbon, dans des conditions difficiles à cause des grosses vagues et de l'absence de plage de débarquement.
Le 31 mars 1947, la construction est terminée. La banquise commençant à recouvrir la mer, il est urgent de partir. Une brève cérémonie d'adieu a lieu au pied du mât, où le capitaine García remet officiellement les nouvelles installations au lieutenant Juan A. Nadaud.

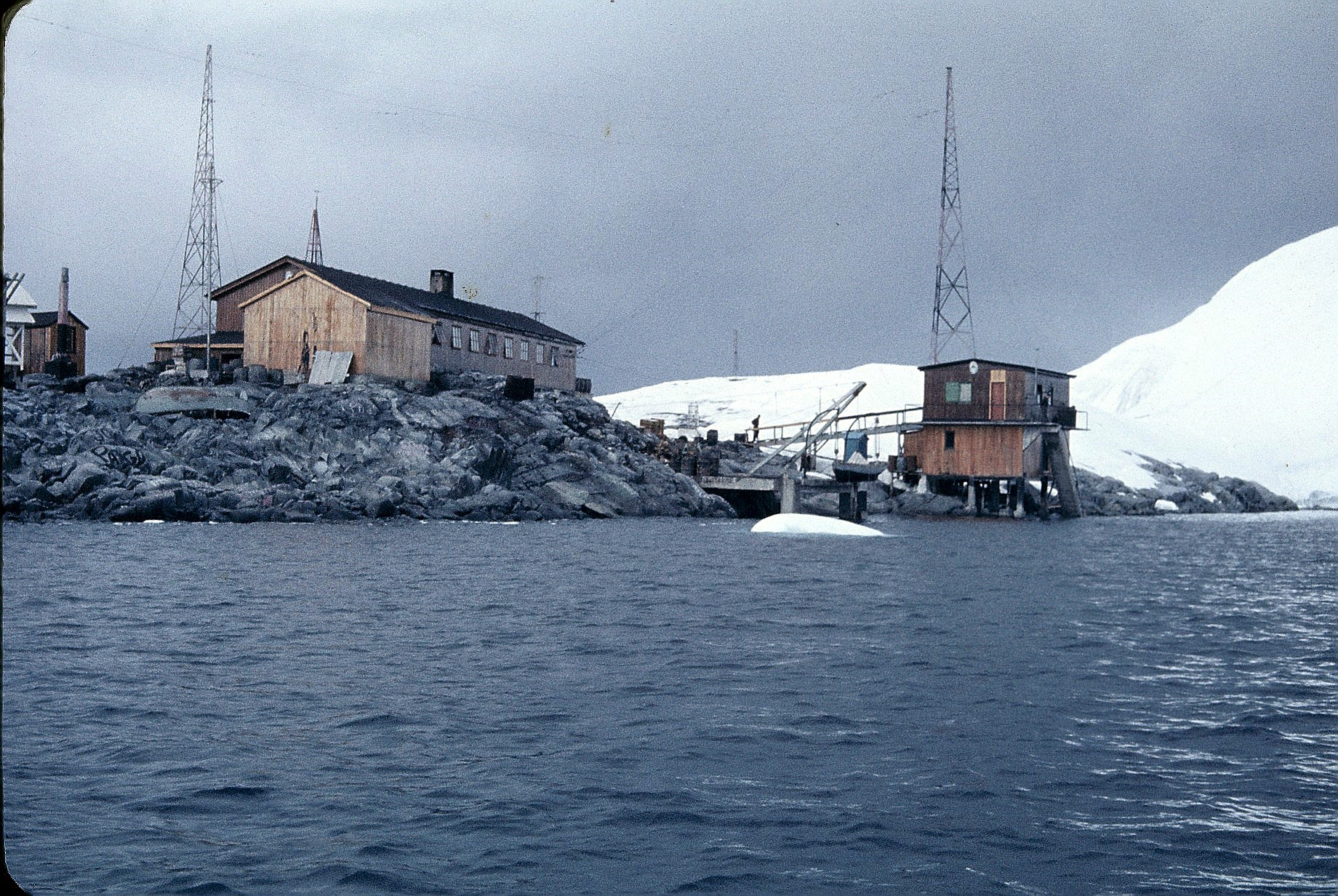
La base scientifique Melchior, en 1958.

En 1952, Melchior est devenu la principale source de prévisions météorologiques en Antarctique, prévisions que la radiodiffusion transmet trois fois par jour.
Des installations astronomiques sont inaugurées en 1955 ; plus tard, au cours de l'Année géophysique internationale 1957-1958, le premier marégraphe automatique en Antarctique est installé à la base.
Le 30 novembre 1961 Melchior n'est plus base permanente et ne devient opérationnelle qu'en été.
Pendant la campagne de l'été austral 1962-1963 quatre scientifiques du Musée des Sciences Naturelles Bernardino Rivadavia (en espagnol : Museo Argentino de Ciencias Naturales Bernardino Rivadavia) mènent des recherches sur la biologie marine. Depuis la saison d'été de 1968-1969 les installations sont régulièrement utilisées pour cette discipline scientifique, sous la direction du Service Hydrographique Naval argentin (en espagnol : Servicio de Hydrografia Naval).

## Description
Melchior est situé à 1 205 km de Ushuaia, la ville portuaire argentine la plus proche. La base est, en 2010, composée de quatre bâtiments qui peuvent accueillir une équipe composée d'un maximum de 36 personnes. Elle possède une infirmerie de 6 m2 servie par un infirmier.

## Climat
La température annuelle moyenne à Melchior est −3,6 °C. La température maximale enregistrée était de 9,2 °C le 30 janvier 1950, tandis que le minimum absolu était −36,6 °C, le 9 août 1958.